# 纳尔塞斯 (6—7世纪)
纳尔塞斯是一名亚美尼亚人拜占庭将领，活跃于皇帝莫里斯与福卡斯在位时期，6世纪末7世纪初。在莫里斯皇帝时，其职位为东方陆军总长（magister militum per Orientem），指挥美索不达米亚的军队。他曾和霍斯劳二世一起，与萨珊篡位者巴赫拉姆六世作战。当福卡斯推翻莫里斯登上皇位之后，纳尔塞斯拒绝承认这位篡位者。遭福卡斯的军队围困于埃德薩之时，纳尔塞斯请求霍斯劳协助，被波斯军队解救。他试图通过外交使团来挽救局势，然而福卡斯的政府虽承诺保证其安全，却在之后于君士坦丁堡将其活活烧死。